# ألبرت فريمان (لاعب كريكت)
ألبرت فريمان (بالإنجليزية: Albert Freeman)‏ (3 يونيو 1844 في المملكة المتحدة - 27 مارس 1920) هو لاعب كريكت بريطاني (وحمل سابقاً جنسية المملكة المتحدة لبريطانيا العظمى وأيرلندا).

## وصلات خارجية
- ألبرت فريمان على موقع إي آس بي آن كريك إنفو (الإنجليزية)